# Gran Premio Dos Mil Guineas
El Gran Premio Dos Mil Guineas es una carrera clásica de caballos que se disputa en el Hipódromo de San Isidro, sobre pista de césped y convoca a potrillos de 3 años, sobre la distancia de 1600 metros. Está catalogado como un certamen de Grupo 1 en la escala internacional y es parte del proceso selectivo de productos.
Se realiza en el mes de agosto, en conjunto con su similar para hembras, el Gran Premio Mil Guineas. Hasta el año 2007 inclusive, ambas carreras llevaron anexados en su denominación los títulos "Consagración de Potrancas" y "Consagración de Potrillos", respectivamente.
Ambas carreras se han celebrado desde su primera versión en el Hipódromo de San Isidro y fueron instituidas en 1980, a imagen y semejanza de las similares inglesas, cotejos que marcaron historia dentro del turf internacional. Las Guineas argentinas deben su nombre a The 1000 Guineas Stakes (G1 – 1600 metros, potrancas de tres años) y The 2000 Guineas Stakes (G1 – 1600 metros, potrillos de tres años) celebradas todos los años en el hipódromo inglés de Newmarket. Ambas competencias marcan el comienzo de la Triple Corona de Inglaterra, que se completa con el Derby de Epsom (G1 – 2.400 metros), disputado desde 1780 en el hipódromo de Epsom Downs; y el St. Leger Stakes (G1 – 2.800 metros), realizado desde la temporada 1776 en Doncaster.  La versión inglesa de las 2000 Guineas se disputó por primera vez el 18 de abril de 1809 y su nombre se debió a la bolsa de dinero que repartió en esa oportunidad: 2000 guineas.
Con el correr de los años el formato de las Guineas inglesas fue utilizado en diferentes países de Europa para la creación de sus cotejos selectivos. En Irlanda se instituyeron las Irish 2000 Guineas, Francia instauró sus Poule d’Essai des Poulains (Polla de Potrillos), Alemania desarrolló las Mehl-Mülhens-Rennen e Italia constituyó su Premio Parioli. Cotejos formados acorde a las características originales de las Guineas y que dieron forma a los calendarios clásicos del Viejo Mundo. Las Guineas también fueron el parámetro que muchos países en el mundo tomaron para constituir y desarrollar sus procesos selectivos, algo que de igual modo sucedió con el calendario clásico argentino. Además, otros países de Sudamérica también emularon el formato selectivo en sus calendarios.

## Últimos ganadores del Gran Premio Dos Mil Guineas
| Año  | Ganador              | País | Jockey               | País | Padre              | País | Madre            | País | Criador                              | Caballeriza           | Colores            |
| ---- | -------------------- | ---- | -------------------- | ---- | ------------------ | ---- | ---------------- | ---- | ------------------------------------ | --------------------- | ------------------ |
| 2024 | Colifato Novo        |      | Joaquín Cano         |      | Lenovo             |      | Baraca Nistel    |      | Maximiliano Conti                    | El Ranquel            |                    |
| 2023 | Epityrum             |      | Juan Cruz Villagra   |      | Portal Del Alto    |      | Estas Afuera     |      | Haras Tiveres                        | Mistica               |                    |
| 2022 | Jazz Seiver          |      | Adrián Giannetti     |      | Super Saver        |      | Jazz Catch       |      | Haras Firmamento                     | Las Monjitas          | Horse racing silks |
| 2021 | Vespaciano           |      | Adrián Giannetti     |      | Daniel Boone       |      | Vetskaia         |      | Haras Santa María de Araras          | Las Monjitas          | Horse racing silks |
| 2020 | No hubo por pandemia |      |                      |      |                    |      |                  |      |                                      |                       |                    |
| 2019 | Imperador            |      | William Pereyra      |      | Treasure Beach     |      | Duchess Royale   |      | Haras Rio Dois Irmaos                | Stud Rdi              | Horse racing silks |
| 2018 | On The Road          |      | Altair Domingos      |      | Quick Road         |      | Intuicao Direta  |      | Haras La Providencia                 | La Providencia        | Horse racing silks |
| 2017 | Grito de Amor        |      | Gerónimo García      |      | Emperor Jones      |      | Gritela          |      | Haras El Chichino                    | Patero                | Horse racing silks |
| 2016 | Hat Puntano          |      | Adrián Giannetti     |      | Hat Trick          |      | Stormy Pursuer   |      | Haras La Biznaga                     | Las Monjitas          | Horse racing silks |
| 2015 | Hi Happy             |      | Altair Domingos      |      | Pure Prize         |      | Historia         |      | Haras La Providencia                 | La Providencia        | Horse racing silks |
| 2014 | Blues Traveler       |      | Juan Carlos Noriega  |      | Equal Stripes      |      | Barby Parade     |      | Haras Abolengo                       | Alegría               | Horse racing silks |
| 2013 | Zapata               |      | Jorge Ruíz Díaz      |      | Hat Trick          |      | Zeta             |      | Haras El Mallín                      | Stud RDI              | Horse racing silks |
| 2012 | Johnny Guitar        |      | Pablo Falero         |      | Lode               |      | Jolie Caresse    |      | Haras Santa María de Araras          | Santa María de Araras | Horse racing silks |
| 2011 | Suggestive Boy       |      | Eduardo Ortega Pavón |      | Easing Along       |      | Suffrage         |      | Haras Futuro                         | Haras Pozo de Luna    | Horse racing silks |
| 2010 | Anaerobio            |      | Julio César Méndez   |      | Catcher In The Rye |      | Potra Anala      |      | Haras La Madrugada                   | La Frontera           | Horse racing silks |
| 2009 | Pick Out             |      | Rodrigo Blanco       |      | Brancusi           |      | Petite Lune      |      | Haras Orilla del Monte               | El Gusy               | Horse racing silks |
| 2008 | Ever Peace           |      | Mario Leyes          |      | Alpha Plus         |      | Ever Beauty      |      | Haras Abolengo                       | Rincón de Piedra      | Horse racing silks |
| 2007 | Indio Glorioso       |      | Julio César Méndez   |      | Honour and Glory   |      | Indianita        |      | Haras de la Pomme                    | S. de B.              | Horse racing silks |
| 2006 | Joe Louis            |      | Rodrigo Blanco       |      | Lode               |      | Jolie Caresse    |      | Haras Santa María de Araras          | Santa María de Araras | Horse racing silks |
| 2005 | Norton               |      | Edwin Talaverano     |      | Allied Forces      |      | Naoki            |      | Haras La Providencia                 | La Providencia        | Horse racing silks |
| 2004 | Now Mont             |      | Pablo Sotelo         |      | Mont Laurier       |      | Now Bordeaux     |      | Néstor Otero                         | Haras Dilú            | Horse racing silks |
| 2003 | Disney Walt          |      | Pablo Falero         |      | Fitzcarraldo       |      | Disneyland       |      | Haras Santa María de Araras          | Santa María de Araras | Horse racing silks |
| 2002 | Recordado            |      | Juan Carlos Noriega  |      | Candy Stripes      |      | Russian Lady     |      | Haras Avourneen                      | Cris-Fer              | Horse racing silks |
| 2001 | Dr. Ciro             |      | Juan Carlos Noriega  |      | Engrillado         |      | Pura Vida        |      | Jorge Curutchet y Javier Zubizarreta | F.F.C.                | Horse racing silks |
| 2000 | Lord Jim             |      | Cristian Quiles      |      | Lode               |      | Clavija          |      | Sucesión de César Pasarotti          | Don Yeye              | Horse racing silks |
| 1999 | Asidero              |      | Edwin Talaverano     |      | Fadeyev            |      | Lady Aspasia     |      | Haras de la Pomme                    | La Pomme              | Horse racing silks |
| 1998 | Mechón Tom           |      | Cristian Quiles      |      | Shy Tom            |      | Ma Peine         |      | Haras La Biznaga                     | Madrisil              | Horse racing silks |
| 1997 | Chullo               |      | Oscar Conti          |      | Equalize           |      | Qué Ilusión      |      | Haras San Pablo                      | San Pablo             | Horse racing silks |
| 1996 | Rondo                |      | Guillermo Sena       |      | Rampart Road       |      | Plasint          |      | Haras El Candil                      | Calfucura             | Horse racing silks |
| 1995 | Gentlemen            |      | Jacinto Herrera      |      | Robin des Bois     |      | Elegant Glance   |      | Haras de la Pomme                    | La Pomme              | Horse racing silks |
| 1994 | Brother Son          |      | Pablo Falero         |      | Parochial          |      | Soplara          |      | Haras Tres Pinos                     | Les Amis              | Horse racing silks |
| 1993 | Huido                |      | Luis Triviño         |      | Ataviado           |      | Awol             |      | Cornelio Donovan y Eduardo Solveyra  | San Gilberto          | Horse racing silks |
| 1992 | Bon Poulain          |      | Guillermo Sena       |      | Bonsoir            |      | Attirance        |      | Haras Income                         | La Titina             | Horse racing silks |
| 1991 | L'Express            |      | José Luis Batruni    |      | Un Reitre          |      | Caroling Express |      | Haras La Borinqueña                  | La Borinqueña         | Horse racing silks |
| 1990 | Algenib              |      | Miguel Sarati        |      | Oak Dancer         |      | Cephei           |      | Haras Comalal                        | El Galo               | Horse racing silks |